# Ryszard Doński
Ryszard Doński (ur. 4 maja 1923 w Warszawie, zm. 6 marca 1973 tamże) – polski dziennikarz i publicysta.

## Życiorys
Urodził się w rodzinie Leona i Marii Władysławy z Gryniewiczów. Rozpoczęte jeszcze podczas okupacji niemieckiej; Szkoła Wawelberga i Rotwanda, dyplom ukończenia Warszawa 1946; Wydział Łączności Politechniki Warszawskiej, inżynier, Warszawa 1950.
Po wyzwoleniu Warszawy w styczniu 1945 pomagał w uruchomieniu łączności telefonicznej na ówczesnej Poczcie Głównej w Warszawie przy ul. Nowogrodzkiej; tuż po studiach wyjechał na leczenie do Zakopanego, gdzie rozpoczął popularyzacje nauki pisząc artykuły do „Trybuny Wolności”, „Sztandaru Młodych”, „Problemów”, Miesięcznika „Wiedza i Życie” oraz współpracując z Wytwórnią Filmów Oświatowych w Łodzi i Towarzystwem Wiedzy Powszechnej; w 1954 powrócił do Warszawy i nawiązał współpracę z Trybuną Ludu” i Polskim Radiem; pracował w redakcji pisma „Świat i Polska” (1958–1960); Agencja Robotnicza (1960–1968), kierownik Biuletynu „Wiedza i Technika” (WiTAR) po jego utworzeniu; kierownik działu nauki i techniki tygodnika „Perspektywy” (1968–1970); redaktor naczelny miesięcznika „Problemy” (1970–1973). 
Dodatkowo: liczne prace redakcyjne, korespondowanie i śledzenie na bieżąco światowej prasy naukowej w języku niemieckim, angielskim i francuskim. Prasa zagraniczna przychodziła na adres redakcyjny, a także domowy, co w owych czasach było ewenementem. 
Własna publicystyka w wielu tytułach m.in. poczytna stała rubryka Perspektywy XXI wieku; artykuły popularnonaukowe w „Tygodniku Świat”, „Przeglądzie Kulturalnym” i „Nowej Kulturze”; współpraca z naczelną Redakcją Programów Oświatowych Polskiego Radia; do ostatnich dni pracował społecznie w Towarzystwie Wiedzy Powszechnej, uczestnicząc m.in. w pracach przygotowawczych do II Kongresu Nauki Polskiej; obsługa dziennikarska konferencji naukowych; jako dziennikarz był korespondentem Światowych Kongresów Astronautycznych, jakie od lotu Jurija Gagarina odbywały się na świecie (Ateny, Paryż); w 1967 sam zorganizował w Warszawie z okazji 100-lecia urodzin Marii Skłodowskiej-Curie, zjazd najwybitniejszych na świecie popularyzatorów nauki jak m.in. Ritchie Calder i Thor Hayerdal; był jedynym zagranicznym dziennikarzem, który zwiedził Bajkonur; był także gościem Centrum Kosmicznego w Jodrel Banks w Wielkiej Brytanii, prowadzącego badania za pomocą echolokacji. Współautor dwóch powieści sensacyjnych Akcja Chirurg i Śmierć Czarnoksiężnika.
Członek Stowarzyszenia Dziennikarzy Polskich (1958–1973), założyciel i prezes Klubu Dziennikarzy Naukowych; założyciel i przewodniczący Klubu Nauki i Techniki przy SDP; współorganizator i wiceprezes Międzynarodowej Unii Dziennikarzy Naukowych w Strasburgu. 
Był mężem Barbary Nawrockiej-Dońskiej - pisarki, dziennikarki. Ich córka - Małgorzata Joanna Dońska-Olszko - absolwentka Wydziału Rehabilitacji Ruchowej Akademii Wychowania Fizycznego, wyróżniona czterokrotnie nagrodą rektorską. Dyrektor Zespołu Szkół nr 109 w Warszawie, ul. Białobrzeska 44. Stypendystka Fundacji Eisenhowera w Stanach Zjednoczonych. W 2010 roku otrzymała tytuł Honorowego Profesora Oświaty.

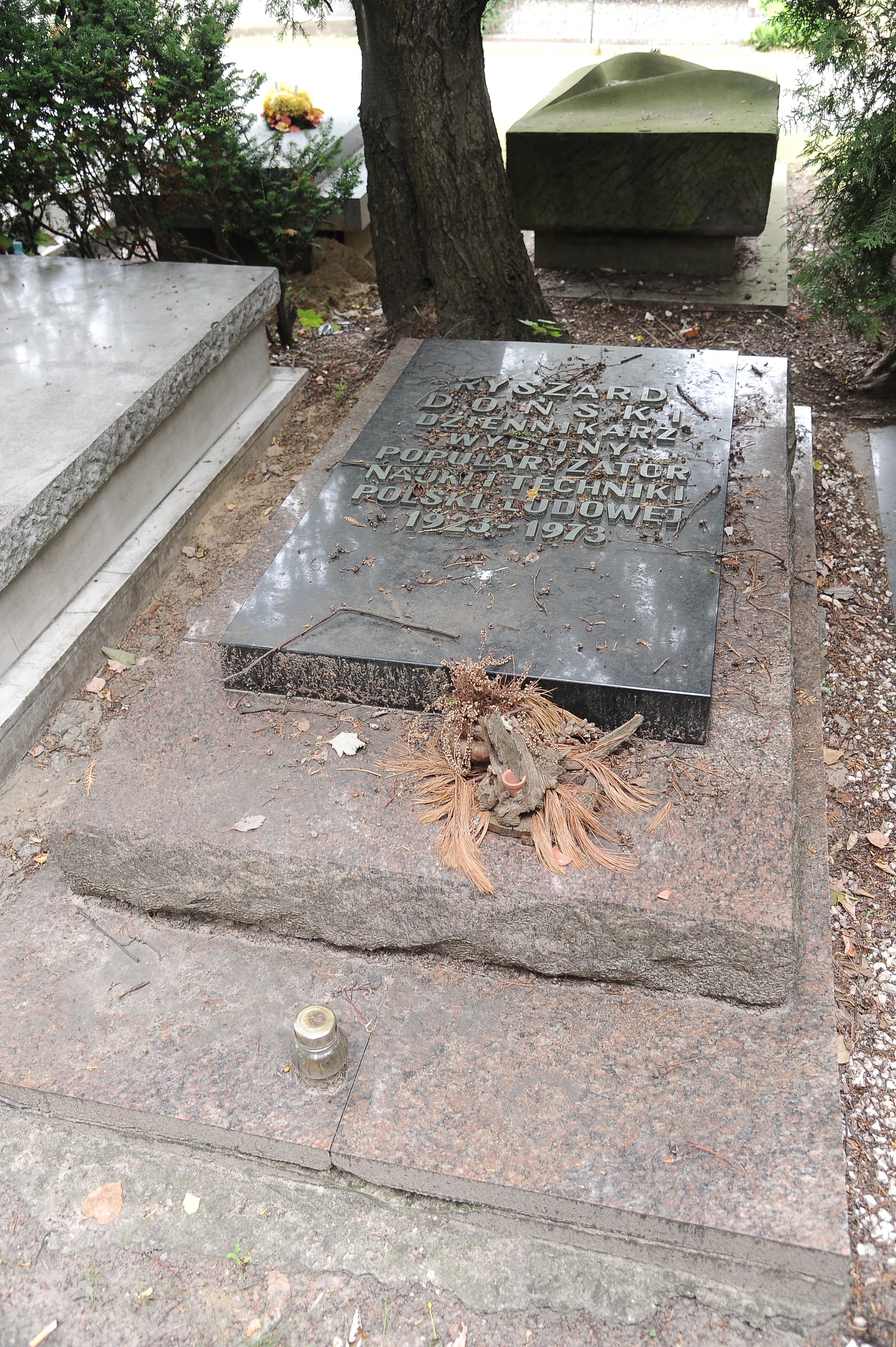
Grób Ryszarda Dońskiego na cmentarzu Wojskowym na Powązkach w Warszawie

Zmarł w Warszawie, spoczywa obok żony na cmentarzu Wojskowym na Powązkach (kwatera A33-2-5).

## Ordery i odznaczenia
- Krzyż Kawalerski Orderu Odrodzenia Polski (1972)
- Złoty Krzyż Zasługi (1964)

## Nagrody
- nagroda Polskiej Akademii Nauk za popularyzacje polskiej nauki
- nagroda Klubu Dziennikarzy Naukowych za popularyzacje nauki i techniki (1967, 1969)
- dwukrotnie nagroda w konkursie im. Bruno Winawera (1963, 1965)
- dyplom Naczelnej Organizacji Technicznej za osiągnięcia publicystyczne w upowszechnianiu postępu technicznego (1964)
- zespołowa nagroda MON w dziedzinie publicystyki (1968)
- Dyplom Honorowy Międzynarodowej Organizacji Dziennikarzy w Pradze (1971)